# رورستراند
رورستراند (به سوئدی: Rörstrand) پورسلین یکی از معروف‌ترین تولیدکنندگان پورسلین سوئدی بود که در ابتدا در کانال کارلبرگ در بیرکستان در استکهلم تولید می‌شد.